# Liste der Wiener Parks und Gartenanlagen/Innere Stadt
Diese Liste umfasst jene Parks und Gartenanlagen, die sich im 1. Wiener Gemeindebezirk Innere Stadt befinden und einen Namen tragen:
| Name                                      | Bild | Standort                                     | Jahr der Errichtung | Benannt nach                                                                                     | Fläche in m²                | Bauten | Kunstobjekte | Naturdenkmäler                                                                | Anmerkungen |
| ----------------------------------------- | ---- | -------------------------------------------- | ------------------- | ------------------------------------------------------------------------------------------------ | --------------------------- | --- | --- | ----------------------------------------------------------------------------- | --- |
| Beethovenpark (Parkanlage Beethovenplatz) |      | Beethovenplatz Koordinaten                   | 1901                | Ludwig van Beethoven                                                                             | 3.700                       | | Beethoven-Denkmal (Zumbusch, 1880) |                                                                               | Denkmal unter Schutz Name umgangssprachlich, nicht mit dem offiziell so benannten Park im 19. Bezirk zu verwechseln                                                        |
| Burggarten                                |      | Burgring Koordinaten                         | 1821                | Hofburg                                                                                          | 40.000                      | Palmenhaus (Ohmann, 1900) | Denkmäler für Kaiser Franz I. Stephan (Moll, 1781), Kaiser Franz Joseph I. (Benk, 1904), Mozart (Tilgner, 1896), Herkulesbrunnen (ca. 1770) |                                                                               | Ursprünglich kaiserlicher Privatgarten, erst seit 1919 öffentlich, nunmehr Anlage der Österreichischen Bundesgärten Gesamte Anlage unter Schutz, Palmenhaus unter Schutz   |
| Esperantopark                             |      | Karlsplatz Koordinaten                       | 1969                | Esperanto                                                                                        | 1.700                       | | Denkmal für Ludwig Zamenhof (Müller-Weidler, 1958) |                                                                               | Unmittelbar am Girardipark gelegen Denkmal unter Schutz |
| Girardipark                               |      | Karlsplatz Koordinaten                       | 1969                | Alexander Girardi                                                                                | 2.200                       | | Denkmal für Alexander Girardi (Hofner, 1929) |                                                                               | Unmittelbar am Esperantopark gelegen Denkmal unter Schutz |
| Freda-Meissner-Blau-Promenade             |      | Donaukanalufer Koordinaten                   | 2017 (Benennung)    | Freda Meissner-Blau                                                                              | 8.610                       | | |                                                                               | Fußweg am Donaukanalufer zwischen Augartenbrücke und Marienbrücke |
| Grete-Rehor-Park                          |      | Schmerlingplatz Koordinaten                  | 1995 (Benennung)    | Grete Rehor                                                                                      | 10.500                      | | Republikdenkmal (Seifert, Hanak, Wollek, 1928), Denkmal für Franz Xaver Gabelsberger (Schmidt, 1966) | 477 (Persische Parrotie)                                                      | Denkmäler unter Schutz |
| Heldenplatz                               |      | Heldenplatz Koordinaten                      | 1860er              | den beiden Reiterdenkmälern                                                                      | 57.000                      | | Reiterdenkmäler für Erzherzog Karl & Prinz Eugen (Fernkorn, 1860 & 1865) |                                                                               | Gesamte Anlage unter Schutz, Reiterdenkmäler unter Schutz |
| Hermann-Gmeiner-Park                      |      | Börseplatz Koordinaten                       | 1927                | Hermann Gmeiner                                                                                  | 4.000                       | | Denkmal für Gmeiner (Peschke, 1993) |                                                                               | Denkmal unter Schutz |
| Jonny-Moser-Park                          |      | U-Bahn-Station Schottenring Koordinaten      | 2017 (Benennung)    | Jonny Moser                                                                                      | 410                         | | |                                                                               | |
| Maria-Theresien-Park                      |      | Maria-Theresien-Platz Koordinaten            | 1888                | Maria Theresia                                                                                   | 30.000                      | | Maria-Theresien-Denkmal (Hasenauer, Zumbusch, 1888), Rossebändiger-Gruppe (Friedl, Jahn, 1893), Tritonen- und Najadenbrunnen (Schmidgruber, Haerdtl, Hofmann, 1890) |                                                                               | Gesamte Anlage unter Schutz, Kunstobjekte unter Schutz |
| PaN-Garten                                |      | zwischen Freyung und Herrengasse Koordinaten | 2005 (Benennung)    | PaN („Partner aller Nationen“ – der Dachverband der österreichisch-ausländischen Gesellschaften) | 400                         | | |                                                                               | |
| Rathauspark                               |      | Rathausplatz Koordinaten                     | 1873                | Wiener Rathaus                                                                                   | 40.000                      | Wetterhäuschen (Biljan-Bilger, 1955) | Statuen, die 1902 von der Elisabethbrücke transferiert wurden (alle 1867): Heinrich Jasomirgott, Rudolf der Stifter, Starhemberg, Fischer von Erlach, Sonnenfels, Kardinal Kollonitsch, Salm, Leopold der Glorreiche. Denkmäler für Strauss-Lanner (Seifert, 1905), Waldmüller (Engelhart, 1913), Ernst Mach (Peteri, 1926), Popper-Lynkeus (Taglang, 1926), Karl Seitz (Buchberger 1962), Karl Renner (Hrdlicka, 1967) Theodor Körner (Uray, 1952), Adolf Schärf (Hrdlicka, 1985), Steingruppe Gestern – heute (Wilfan, 1993), Kopie des Rathausmannes (Tiefenthaler, 1985), Zwei von der II. Wiener Hochquellenwasserleitung gespeiste Springbrunnen (1910) | 561 (Tulpenbaum), 562 (Rotbuche), 564 (Platane), 566 (Platane), 567 (Platane) | Gesamtanlage unter Schutz |
| Rockgarten                                |      | Schreyvogelgasse Koordinaten                 | 2011 (Benennung)    | Joseph Francis Rock                                                                              | 200                         | | |                                                                               | Am unteren Ende der Rampe zur ehemaligen Mölker Bastei |
| Rudolfspark                               |      | Rudolfsplatz Koordinaten                     | 1862                | Kronprinz Rudolf                                                                                 | 4.250                       | Montessori-Kindergarten (Schuster, 1931) | |                                                                               | Kindergarten unter Schutz |
| Schillerpark und Robert-Stolz-Park        |      | Schillerplatz Koordinaten                    | 1878                | Friedrich Schiller, Robert Stolz                                                                 | 7.570 (zusammen)            | Akademie der bildenden Künste (Hansen, 1877) | Denkmäler für Schiller (Schilling, 1876), Anastasius Grün, Nikolaus Lenau (beide Schwerzek, 1891), Josef Weinheber (Bock, 1940), Franz Werfel (Petrosjan, 2000), Otto Wagner (Hoffmann, 1929) |                                                                               | Der Robert-Stolz-Park ist eine schmale Erweiterung des Schillerparks zum Ring. Denkmäler und Akademiegebäude unter Schutz                                                  |
| Stadtpark                                 |      | Parkring Koordinaten                         | 1862                |                                                                                                  | 95.930 (gesamte Parkfläche) | Kursalon (Garben, 1867), ein dahinter befindlicher Musikpavillon, Wienfluss-Einfassung (Ohmann, Hackhofer, 1907), Wetterhäuschen, WC-Häuschen (Fa. Beetz, 1901)                                           | Denkmäler für Johann Strauss (Hellmer, 1921) Schubert (Kundmann, 1872) Andreas Zelinka (Pönninger, 1877), Emil Jakob Schindler (Hellmer, 1895), Makart (Tilgner, 1898), Bruckner (ders., 1899), Amerling (Benk, 1902), Hans Canon (Weyr, 1905), Lehár (Coufal, 1980), Robert Stolz (Friedl, 1980). Brunnen: Donauweibchenbrunnen (Hanns Gasser, 1862), „Befreiung der Quelle“ (Heu, 1903), Vogeltränke mit Pinguinen (Petrucci, 1953). | 276 (Japanischer Schnurbaum), 280 (Kaukasische Flügelnuss), 569 (Ginkgo)      | Gesamtanlage unter Schutz, teilweise im 3. Bezirk gelegen (siehe die Liste des 3. Bezirks, dort sind auch die in diesem Teil gelegenen Bauten und Kunstobjekte aufgeführt) |
| Volksgarten                               |      | Dr. Karl Renner-Ring Koordinaten             | 1823                |                                                                                                  | 50.000                      | Theseustempel (Nobile, 1823), Cortisches Kaffeehaus (ders., 1823, nur mehr teilweise erhalten, Überbauungen von Haerdtl 1952), Café Meierei (1890), WC-Häuschen (Fa. Beetz, 1884, mittlerweile verändert) | Denkmäler für Grillparzer (Hasenauer, Kundmann, Weyr, 1889), Kaiserin Elisabeth (Ohmann, Bitterlich, 1907), Julius Raab (Schneider-Manzell, 1967). Brunnen: „Volksgartenbrunnen“ (Fernkorn, 1866), Triton- und Nymphenbrunnen (Tilgner, 1880). Bronzefigur „Jugendlicher Athlet“ (Müllner, 1921) | 376 (Morgenländische Platane)                                                 | Gesamtanlage unter Schutz, gleichfalls einzelne Bauten und Kunstobjekte Anlage der Österreichischen Bundesgärten                                                           |